# Aaron Gavey
Aaron Gavey (né le 22 février 1974 à Sudbury dans la province d'Ontario au Canada) est un joueur professionnel canadien de hockey sur glace. Il évoluait au poste de centre.

## Biographie
Il a joué au niveau junior avec les Greyhounds de Sault-Sainte-Marie, équipe de la Ligue de hockey de l'Ontario, et a remporté le tournoi de la Coupe Memorial avec l'équipe en 1993. Après avoir complété sa première saison chez les juniors, il est repêché par le Lightning de Tampa Bay au 74e rang au cours du quatrième tour du repêchage d'entrée dans la LNH 1992.
Il joue sa première saison professionnelle en 1994-1995 avec les Knights d'Atlanta, équipe affiliée au Lightning, puis fait ses débuts dans la LNH la saison suivante avec Tampa Bay, jouant 73 parties pour 12 points. En novembre 1996, il est échangé aux Flames de Calgary contre le gardien de but Rick Tabbarci. Après une autre saison avec les Flames, il passe aux Stars de Dallas contre Bob Bassen. Il joue deux saisons avec l'équipe texane, jouant entre les Stars et l'équipe mineure des K-Wings du Michigan. 
Durant l'été 2000, il est échangé à la nouvelle équipe du Wild du Minnesota avec Pavel Patera et un choix de repêchage contre Brad Lukowich et deux autres choix de repêchage. Il joue deux saisons comme régulier avec le Wild. Il a par la suite fait des bref passages avec les Maple Leafs de Toronto et les Mighty Ducks d'Anaheim. Il joue sa dernière saison professionnelle en Allemagne avec le Kölner Haie.

## Statistiques

### En club
| Saison     | Équipe                           | Ligue      |     | Saison régulière | Saison régulière | Saison régulière | Saison régulière | Saison régulière |    | Séries éliminatoires | Séries éliminatoires | Séries éliminatoires | Séries éliminatoires | Séries éliminatoires |
| Saison     | Équipe                           | Ligue      | PJ  | B                | A                | Pts              | Pun              | PJ               | B  | A                    | Pts                  | Pun                  |                      |                      |
| 1991-1992  | Greyhounds de Sault-Sainte-Marie | LHO        | 48  | 7                | 11               | 18               | 27               | 19               | 5  | 1                    | 6                    | 10                   |                      |                      |
| 1992-1993  | Greyhounds de Sault-Sainte-Marie | LHO        | 62  | 45               | 39               | 84               | 114              | 18               | 5  | 9                    | 14                   | 36                   |                      |                      |
| 1993-1994  | Greyhounds de Sault-Sainte-Marie | LHO        | 60  | 42               | 60               | 102              | 116              | 14               | 11 | 10                   | 21                   | 22                   |                      |                      |
| 1994-1995  | Knights d'Atlanta                | LIH        | 66  | 18               | 17               | 35               | 85               | 5                | 0  | 1                    | 1                    | 9                    |                      |                      |
| 1995-1996  | Lightning de Tampa Bay           | LNH        | 73  | 8                | 4                | 12               | 56               | 6                | 0  | 0                    | 0                    | 4                    |                      |                      |
| 1996-1997  | Lightning de Tampa Bay           | LNH        | 16  | 1                | 2                | 3                | 12               | -                | -  | -                    | -                    | -                    |                      |                      |
| 1996-1997  | Flames de Calgary                | LNH        | 41  | 7                | 9                | 16               | 34               | -                | -  | -                    | -                    | -                    |                      |                      |
| 1997-1998  | Flames de Calgary                | LNH        | 26  | 2                | 3                | 5                | 24               | -                | -  | -                    | -                    | -                    |                      |                      |
| 1997-1998  | Flames de Saint-Jean             | LAH        | 8   | 4                | 3                | 7                | 28               | -                | -  | -                    | -                    | -                    |                      |                      |
| 1998-1999  | K-Wings du Michigan              | LIH        | 67  | 24               | 33               | 57               | 128              | 5                | 2  | 3                    | 5                    | 4                    |                      |                      |
| 1998-1999  | Stars de Dallas                  | LNH        | 7   | 0                | 0                | 0                | 10               | -                | -  | -                    | -                    | -                    |                      |                      |
| 1999-2000  | K-Wings du Michigan              | LIH        | 28  | 14               | 15               | 29               | 73               | -                | -  | -                    | -                    | -                    |                      |                      |
| 1999-2000  | Stars de Dallas                  | LNH        | 41  | 7                | 6                | 13               | 44               | 13               | 1  | 2                    | 3                    | 10                   |                      |                      |
| 2000-2001  | Wild du Minnesota                | LNH        | 75  | 10               | 14               | 24               | 52               | -                | -  | -                    | -                    | -                    |                      |                      |
| 2001-2002  | Wild du Minnesota                | LNH        | 71  | 6                | 11               | 17               | 38               | -                | -  | -                    | -                    | -                    |                      |                      |
| 2002-2003  | Maple Leafs de Saint-Jean        | LAH        | 70  | 14               | 29               | 43               | 83               | -                | -  | -                    | -                    | -                    |                      |                      |
| 2002-2003  | Maple Leafs de Toronto           | LNH        | 5   | 0                | 1                | 1                | 0                | -                | -  | -                    | -                    | -                    |                      |                      |
| 2003-2004  | Maple Leafs de Saint-Jean        | LAH        | 75  | 22               | 45               | 67               | 100              | -                | -  | -                    | -                    | -                    |                      |                      |
| 2004-2005  | Storhamar Dragons                | UPC ligaen | 1   | 0                | 0                | 0                | 0                | -                | -  | -                    | -                    | -                    |                      |                      |
| 2004-2005  | Grizzlies de l'Utah              | LAH        | 60  | 5                | 14               | 19               | 58               | -                | -  | -                    | -                    | -                    |                      |                      |
| 2005-2006  | Pirates de Portland              | LAH        | 72  | 16               | 31               | 47               | 106              | 19               | 1  | 3                    | 4                    | 43                   |                      |                      |
| 2005-2006  | Mighty Ducks d'Anaheim           | LNH        | 5   | 0                | 0                | 0                | 2                | -                | -  | -                    | -                    | -                    |                      |                      |
| 2006-2007  | Kölner Haie                      | DEL        | 39  | 7                | 4                | 11               | 91               | 9                | 5  | 3                    | 8                    | 20                   |                      |                      |
| Totaux LNH | Totaux LNH                       | Totaux LNH | 360 | 41               | 50               | 91               | 272              | 19               | 1  | 2                    | 3                    | 14                   |                      |                      |

### En équipe nationale
| Année | Compétition                 |   | PJ | B | A | Pts | Pun           |  | Résultat |
| 1994  | Championnat du monde junior | 7 | 4  | 2 | 6 | 26  | Médaille d'or |  |          |

## Trophées et honneurs personnels
- 1991-1992 : champion de la Coupe J.-Ross-Robertson avec les Greyhounds de Sault-Sainte-Marie.
- 1992-1993 : champion de la Coupe Memorial avec les Greyhounds de Sault-Sainte-Marie.